# Malpua

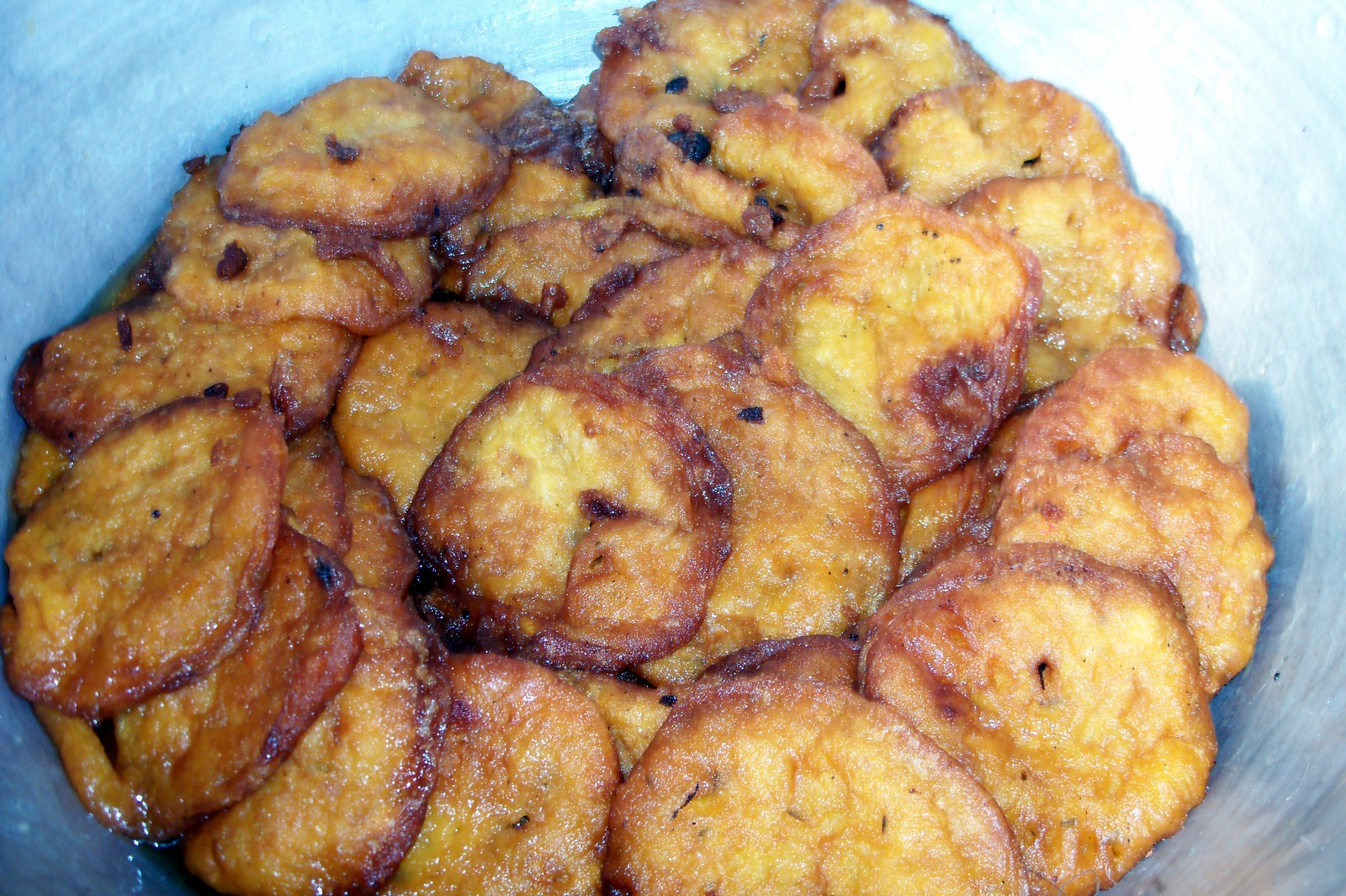
Malapua para el festival Raja

Malpua es un tipo de panqueque que es servido como postre o como aperitivo originario del subcontinente indio, y es popular en India, Nepal y Bangladés.

## Historia
La cebada fue uno de los granos más abundantes que sirvieron de alimento para los arios del período védico. Una de sus preparaciones que se hicieron fue una torta dulce llamada malpua, donde la harina de cebada se fríe en ghee o se hierve en agua y luego se sumerge en miel. La malpua conserva tanto el nombre como lo esencial de esta preparación.

## Malpua y sus variedades
La malpua es popular en Bangladés, los estados indios de Odisha, Bengala Occidental y Maharashtra y el país deNepal, donde se sirve durante los festivales junto con otros dulces.
La masa para hacer malpua en algunas zonas se prepara triturando plátanos maduros o, como en Bangladés, coco, agregando harina y agua o leche. La mezcla algunas veces se condimenta delicadamente con cardamomos. Luego se fríe en aceite y se sirve caliente. En Odisha, los buñuelos de malpua se sumergen en almíbar después de haberlos freído. La variedad en la región de Bihar de este plato contiene azúcar agregada a la masa antes de freír.
Amalu, una variedad de malpua, es uno de los platos dedicados del dios hindú Jaganatha y está incluido en el Sanja Dhupa (un rezo vespertino). Otras variaciones de la malpua usan piñas o mangos en lugar de plátanos. El bengalí, maithili y odisha se elabora tradicionalmente solo con leche espesa y un poco de harina (a veces harina de arroz en lugar de harina de trigo).
El plato de malpua en el norte de la India, particularmente en los estados Uttar Pradesh, Bihar y Rayastán, no contiene frutas. Hay varias variaciones, utilizando algunos o todos los siguientes ingredientes: maida (que es harina refinada), sémola, leche y yogur. La masa se deja reposar durante unas horas antes de verterla en un karahi con aceite caliente para formar un panqueque burbujeante que debe estar crujiente en los bordes. Luego, los panqueques son sumergidos en un jarabe de azúcar espeso. La malpua es un dulce popular para hacer y para acompañar en la ocasión religiosa hindú de Holi. Se sirve malpua junto con curry de cordero en muchos hogares maithil que no son vegetarianos durante esa festividad.
La malpua en Nepal, también conocida allí como marpa, se elabora especialmente en el valle de Katmandú, que utiliza la maida, puré de plátanos maduros, semillas de hinojo, granos de pimienta, leche y azúcar en una masa y se prepara de manera similar a la variedad de la India.
Malpua también es un plato famoso y recurrente durante el mes sagrado musulmán del Ramadán. Las familias musulmanas de India y Pakistán preparan malpuas para el iftar, el evento donde se sirve comida para romper el ayuno. Este malpua incluye maida, rawa y khoya (sólidos de leche), y se fríe para tomar la forma de un panqueque.